# Клеомброт I
Клеомброт I (др.-греч. Κλεόμβροτος) — спартанский царь династии Агиадов, сын царя Павсания и младший брат царя Агесиполида I.
Участник Беотийской войны. Известен своими неудачными походами на Фивы в 378 и 376 годах до н. э. Погиб 6 июля 371 года до н. э. в битве при Левктрах, сражаясь против фиванского полководца Эпаминонда. Эта битва положила конец 300-летнему превосходству спартанской пехоты.